# Don’t Break the Oath
Don't Break the Oath – drugi album duńskiej, heavymetalowej grupy Mercyful Fate z 1984. 

## Nagranie
W kwietniu 1984 zespół Mercyful Fate powrócił do kopenhaskiego studia Easy Sound, by nagrać swój drugi pełnometrażowy album. Miał już na koncie studyjny album Melissa z 1983, entuzjastycznie przyjęty przez fanów i część prasy muzycznej. 
Nagrania rozpoczęły się 30 kwietnia i trwały 19 dni. Producentem drugiej płyty był Henrik Lund, który współpracował z zespołem przy debiutanckim albumie. Lund ponownie poprosił muzyków, by po nagraniach pozostali poza studiem dopóki nie skończy opracowania dźwięku. Tym razem jednak członkowie grupy odmówili i współuczestniczyli w produkcji materiału.
Album został wydany przez wytwórnię Roadrunner Records 7 września 1984, następnie zremasterowany i ponownie wydany w tej samej wytwórni w 1997. Reedycja z 1997 zawiera dodatkowo wczesną wersję utworu A Dangerous Meeting, znaną pod tytułem Death Kiss.

## Muzyka
Utwory zostały skomponowane przez trio King Diamond – Hank Shermann – Michael Denner.  
Don't Break the Oath, podobnie jak pierwsza płyta Mercyful Fate Melissa, jest muzycznie rozpięta między rockiem progresywnym, klasycznym heavy metalem i wpływami New Wave of British Heavy Metal. Styl zespołu charakteryzują dynamika i ekspresyjność, zmiany tempa i tonacji, duża ilość partii solowych gitar oraz liczne modulacje wokalu. 
Oryginalny głos Kinga Diamonda wyróżnia Mercyful Fate spośród wielu zespołów metalowych lat osiemdziesiątych. Wokalista dysponuje szeroką, czterooktawową skalą, zmieniającą się od niskiego, potężnego growlu po falset. 
Ze względu na inspiracje okultyzmem i satanizmem, płyta jest często zaliczana do tak zwanej pierwszej fali black metalu. Wpływ na podkreślanie takiego związku ma także diaboliczny wizerunek lidera zespołu, który okazał się niezwykle inspirujący dla całego gatunku. 
Muzyka Mercyful Fate, struktura kompozycji, brzmienie i aranżacja, mają niewiele wspólnego z dokonaniami formacji blackmetalowych, takich jak Venom, Hellhammer, wczesne Bathory, Sodom czy Bulldozer. Na heavymetalowej mapie lat osiemdziesiątych Mercyful Fate stanowi osobne zjawisko muzyczne, niepodobne do niczego innego.

## Teksty
Autorem wszystkich tekstów na płycie jest King Diamond. Pojawiają się w nich liczne motywy okultystyczne i satanistyczne. 

## Odbiór i wpływ
Steve Huey z serwisu AllMusic nazywa album dziełem "doomowym i gotyckim", zwracając uwagę na tendencje gitarzystów (duet Shermann-Denner) do grania rocka progresywnego. Recenzent chwali też wykorzystywanie zakresu wokalnego Kinga Diamonda do stworzenia efektu teatralnego.
W 2018 kanadyjski serwis Metal Rules umieścił płytę na pierwszym miejscu zestawienia pięćdziesięciu najlepszych albumów metalu ekstremalnego. Recenzenci nazwali płytę równie ważną i przełomową dla historii metalu jak Master of Puppets Metalliki, The Number of the Beast Iron Maiden czy Screamin for Vengeance Judas Priest. 

## Lista utworów
1. A Dangerous Meeting – 5:12
2. Nightmare – 6:21
3. Desecration of Souls – 4:57
4. Night of the Unborn – 5:02
5. The Oath – 7:34
6. Gypsy – 3:10
7. Welcome Princes of Hell[7] – 4:06
8. To One Far Away – 1:31
9. Come to the Sabbath – 5:18

## Twórcy
- King Diamond – śpiew, instrumenty klawiszowe, klawesyn
- Hank Shermann – gitara
- Michael Denner – gitara
- Timi "Grabber" Hansen – gitara basowa
- Kim Ruzz – perkusja